# 盧千惠

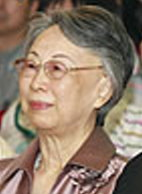
盧千惠

盧千惠（1936年—）是一位台湾儿童文学家。

## 生平
出生於台中市，1955年赴日本留學，畢業於國際基督教大學、國立御茶水女子大學研究所。專長為兒童文學。盧千惠代表作包括《盧千惠文集》、《台灣人的歷史童話》、《台灣仔回台灣》、《給的孩子們的台灣童話，台語有聲書(阿公阿媽講予囡仔聽的台灣故事)》、《我心中的日本》，以及與三浦貞子、森喜朗、藤本四郎合著的《小鴨艾力克》、《剛達爾溫柔的光》。
其夫為前中華民國駐日本代表許世楷。其外公為甘得中。